# 源潔姫
源潔姫（みなもと の きよひめ）は、嵯峨天皇の皇女。母は当麻治田麻呂女。藤原良房の正妻。清和天皇の外祖母。贈正一位。
臣籍降下後の結婚であるが、史料上確実な「臣下の妻となった初めての皇女」である。良房との間に生まれたのは、文徳天皇女御となった明子ひとりであり、他に妻を迎えず後嗣のなかった夫・良房は甥の基経を猶子とした。

## 経歴
弘仁5年（814年）、同母妹全姫を含めた7人の兄弟姉妹とともに源朝臣を賜った。これは賜姓源氏の初めである。兄・源信が戸主となる。
弘仁14年（823年）頃、おそらく14歳で20歳の藤原良房と結婚する。潔姫は琵琶を得意とし、嵯峨天皇に愛された娘だったという。天長6年（829年）、娘明子を生む。
承和8年（841年）、無位から正四位下に叙せられる。仁寿元年（851年）11月、右大臣であった良房が正二位に昇叙した際、その「家夫人」であるとして潔姫も従三位に昇叙した。女官でなく、（大臣の）妻であることをもって高位に叙された初例である。仁寿3年（853年）3月、正三位に叙せられる。
斉衡3年（856年） 薨去。